# Calyptra eustrigata
Calyptra eustrigata är en fjärilsart som beskrevs av George Francis Hampson 1926. Calyptra eustrigata ingår i släktet Calyptra och familjen nattflyn. Inga underarter finns listade i Catalogue of Life.